# Metastelma ovatum
Metastelma ovatum är en oleanderväxtart som beskrevs av Henry Hurd Rusby. Metastelma ovatum ingår i släktet Metastelma och familjen oleanderväxter. Inga underarter finns listade i Catalogue of Life.